# 小蓬属
小蓬属（学名：Nanophyton）是藜科下的一个属，为垫伏小灌木植物。该属有小蓬（Nanophyton eriaceum）等物种，分布于中亚及西亚等地。